# NHK柏崎鵜川テレビ中継局
NHK柏崎鵜川テレビ中継局（エヌエイチケイかしわざきうがわテレビちゅうけいきょく）は、新潟県柏崎市に設置されていたNHK新潟放送局のテレビ中継局。地上アナログ放送の中継局が設置されていたが、地上デジタル放送は非該当のため、2011年7月24日の地上アナログ放送終了をもって廃止された。地上デジタル放送は、新潟局などから受信することとなる。

## 所在地
- 柏崎市女谷字高原田

## NHK中継局概要
| 放送局名          | チャンネル | 空中線電力        | ERP               | 放送対象地域 | 放送区域内世帯数 |
| NHK新潟総合テレビ | 60ch       | 映像1W /音声250mW | 映像3W /音声740mW | 新潟県       | 約-世帯          |
| NHK新潟教育テレビ | 62ch       | 映像1W /音声250mW | 映像3W /音声740mW | 全国         | 約-世帯          |

## 放送エリアなど
- 新潟局、からの電波が届きにくい柏崎市の奥地周辺の一部をカバーしている。なお、在新潟民放局は当地に中継局を置いておらず、周辺局を受信している。